# Pier Solar and the Great Architects
Pier Solar and the Great Architects es un videojuego homebrew del género RPG  desarrolado y distribuido por WaterMelon para la Mega Drive. El juego fue lanzado al público el 20 de diciembre de 2010. El juego opcionalmente utiliza el  dispositivo de expansión Sega CD para mejorar sus capacidades de audio.

## Argumento

### Contexto
Esta historia se centra alrededor de tres mejores amigos— Hoston, Alina y Edessot. El padre de Hoston cae enfermo y los tres amigos tienen que buscar una rara hierba mágica para curarlo. Esta historia se convierte más tarde en una trama mucho más amplia en torno a Pier Solar y the Great Architects.

### Personajes
- Hoston es un joven botánico, instruido por su padre. Es un muchacho despreocupado y relajado que descubre que es la única persona que puede salvar a su padre cuando este cae peligrosamente enfermo, dirigiéndose así a las cavernas prohibidas de Reja, donde espera encontrar las hierbas que salvarán la vida de su padre.

- Alina fue adoptada a una edad temprana. Creció junto a Hoston y Edessot como únicos amigos y trata desesperadamente de conseguir la aceptación de su padre. Aunque es aparentemente fuerte y responsable, en el fondo resulta ser solitaria, puesto que siente que las únicas personas que se preocupan realmente por ella son Hoston y Edessot. Precisamente por esto, es protectora con ellos y en muchos sentidos los considera su verdadera familia, aunque ni Hoston ni Edessot lo entienden.

- Edessot, además de ser considerado maduro para su edad, es también un genio de la mecánica. Pertenece a una familia rica y de mentalidad liberal, por esto mismo, ha sido libre de explorar el mundo a su antojo. Aunque suele pasárselo mejor solo jugando con las máquinas, también disfruta de pasar tiempo con Hoston y Alina, con la que ha creado un vínculo especialmente fuerte.

## Desarrollo y lanzamiento
El desarrollo del juego comenzó el 8 de junio de 2004 como un pequeño proyecto de la comunidad de la página web Eidolon's Inn, una comunidad dedicada al desarrollo homebrew para videoconsolas Sega. El proyecto intentó originalmente ser un simple RPG basado en los miembros de dicha comunidad, y la plataforma a la que se subiría sería al Sega CD. En ese momento el proyecto fue nombrado simplemente Tavern RPG, una referencia a que los tablones de anuncios del sitio web se llaman "The Tavern" ("La Taberna").
A medida que avanzaba el desarrollo, la idea original se abandonó en favor de un juego de rol de fantasía de mayor escala. En 2006 el motor del juego se había sofisticado lo suficiente como para poder empezar a crear contenido real. Aunque la mayor parte de la comunidad de Eidolon's Inn ya no estaba directamente involucrada, otras personas se unieron al equipo, llegando a tener un núcleo de ocho miembros con la ayuda adicional de muchos más.
Los objetivos del juego fueron cada vez más ambiciosos, puesto que el desarrollo del juego pasó del Sega-CD, a los CD-ROM que eran más baratos de producir, a la Mega Drive, un sistema que utilizaba cartuchos más caros como medio de almacenamiento. Para permitir la transición sin tener que reducir la cantidad de contenido de los juegos, se decidió utilizar un cartucho con 64 megabits de memoria, lo que lo convertía técnicamente en el cartucho de juego "más grande" para el sistema, mientras se buscaba una manera de utilizar el hardware de sonido superior del Sega-CD contemporáneo a ese momento.
El juego se anunció en un blog del desarrollador junto al lanzamiento de un sitio web poco después de revelar el título final del juego en enero de 2008. Ese mismo año se lanzó una demo para jugar en emuladores, y al mismo tiempo se iniciaron los pedidos anticipados. Se anunció un lanzamiento en las navidades de 2008. El juego recibió una considerable atención de los medios de comunicación para un título casero durante los meses siguientes, y la revista británica Retro Gamer publicó un artículo de dos páginas en el número 49 y numerosos sitios web informaron sobre él.
Sin embargo, esta fecha de lanzamiento no se cumplió, los desarrolladores citaron como razón principal la salida de un miembro del equipo que había contribuido con gráficos esenciales para el juego, así como su deseo de que su trabajo no se utilizara en la versión final. El retraso se anunció el 14 de noviembre de 2008, pero no se dio una nueva fecha de lanzamiento. Sin embargo, la atención de los medios de comunicación se mantuvo constante, según informaron la revista de videojuegos más veterana de Alemania M! Games y la revista británica GamesTM.
El juego salió a la venta en diciembre de 2010, dos años después de la fecha de lanzamiento prevista inicialmente. Se lanzaron tres versiones diferentes del juego: Classic, Posterity y Reprint. Las ediciones Classic y Posterity tienen cada una tres paquetes de idiomas diferentes, mientras que la Reprint cuenta con los tres idiomas europeos más comunes: Inglés, francés y alemán. El paquete de idiomas japonés incluía originalmente los idiomas japonés e inglés, pero el idioma japonés se eliminó y se incluyó el francés y el español debido a la falta de voluntarios para corregir la traducción al japonés.
Incluso antes de la fecha de lanzamiento oficial del juego, éste ya se había agotado a través de los pedidos anticipados. Debido a la abrumadora demanda, WaterMelon decidió producir una segunda tirada, también limitada, con la llamada "Reprint Edition", que se agotó en 12 días. WaterMelon anunció la producción de ejemplares adicionales el jueves 15 de septiembre de 2011. La tercera y última reimpresión prevista del cartucho de Mega Drive/Genesis debía salir a la venta el 25 de marzo de 2014. No se cumplió la fecha inicial, pero Watermelon les aseguró a los fans que estaría lista para finales de abril o principios de mayo de ese mismo año. Sin embargo, esta fecha de lanzamiento tampoco se cumplió. Esta edición reimpresa finalmente comenzó a enviarse a los clientes a finales de febrero de 2015.
El 22 de febrero de 2021 WaterMelon anunció que comenzaría la venta de su propiedad intelectual, incluyendo Pier Solar y Paprium, junto con juegos no lanzados y su hardware.

### Pier Solar HD
El 5 de noviembre de 2012, WaterMelon, el desarrollador del juego, anunció en su página de Kickstarter  que estaba desarrollando el juego para Xbox 360, PC, Mac, Linux y Dreamcast. Ese mismo mes, WaterMelon amplió su proyecto, abriendo la posibilidad de que el juego estuviera disponible en japonés, y de lanzarlo en las plataformas Android, Ouya y Wii U. A principios del siguiente mes, la página de Kickstarter superó con éxito el objetivo mínimo de donación del proyecto, y aseguró el lanzamiento del juego en Wii U, que tenía el mayor tramo requerido. El 15 de noviembre de 2013 se anunció que la versión de Xbox 360 se retrasaba actualmente, y que el juego llegaría tanto a PlayStation 3 como a PlayStation 4 en marzo de 2014. WaterMelon anunció la admisión de su estudio en el programa de desarrolladores de Xbox One de Microsoft el 4 de diciembre de 2013, así como su intención de publicar Pier Solar HD en la consola. En febrero de 2014 se anunció que Pier Solar HD se había retrasado de nuevo y que ahora se esperaba su lanzamiento en el segundo trimestre de 2014. El 19 de agosto se anunció que Pier Solar HD está en fase de certificación y que se lanzaría como título "cross-buy" para PS4 y PS3 el 30 de septiembre y a partir del 2 de octubre PS Vita.
La versión de Dreamcast fue la última en salir a la venta el 27 de noviembre de 2015, el motivo del retraso fue que a diferencia de los lanzamientos digitales, en la versión de DC tenían que probar completamente los errores puesto que no se podía parchear. El juego definitivo incluye opciones de velocidad y frecuencia de las batallas, ilustraciones de las escenas dibujadas, así como una animación de apertura de 3 minutos creada por el diseñador de personajes y director de cinemáticas del juego, Armen M.
El 20 de marzo de 2016, WaterMelon anunció a través de una conversación por correo electrónico, que la versión de PS Vita de Pier Solar había sido cancelado. La razón fue que Sony no había proporcionado kits de desarrollo para PlayStation Vita, a pesar de que el desarrollador publicó en su página de Facebook el 2 de octubre de 2014 que ya los habían recibido.

## Recepción
Pier Solar and the Great Architects tuvo una recepción mixta por parte de la crítica. Mientras que su presentación fue ampliamente alabada, la recepción de la jugabilidad fue media. Bradly Halestorm, de Hardcore Gamer, elogió el uso de una "paleta de colores vibrantes" y su "sólida dirección artística", y calificó el juego como "una experiencia de rol increíble". Derek Heemsbergen, uno de los escritores de RPGFan's, dijo que los gráficos, la música y la atmósfera del juego eran "fantásticos", pero consideró que la jugabilidad real era demasiado frustrante, señalando lo que percibía como un diseño "laberíntico" en muchas zonas. También describió partes del combate en el juego como "tediosas y repetitivas", alegando como razones las "largas" animaciones  y la "alta dificultad".  Mike Moehnke, otro de los escritores de RPGFan's, concluyó que el juego era "poco probable que atrajera a mucha gente formada en las generaciones más recientes de juegos de rol", añadiendo que "aquellos con una mentalidad más retro encontrarán algo de diversión".
La banda sonora del juego recibió muchos elogios. Heemsbergen la calificó de "pegadiza" y señaló que ayudaba a "aumentar la atmósfera del juego".  Joe Juba, escritos en Game Informer, dijo que la banda sonora ayudó a conseguir un aspecto "auténtico de 16 bits", calificándolo de "absolutamente fantástico". Halestorm lo calificó como "un triunfo" y añadió que logró "transmitir emociones fuertes" con composiciones "elaboradas hermosamente".